# Ernest Adams
Ernest Adams est un game designer indépendant et écrivain américain. Il est le fondateur de l’International Game Developers Association, un conférencier régulier à la Game Developers Conference et un chroniqueur régulier pour Gamasutra. Il est l’auteur de plusieurs ouvrages consacrés au game design.

## Biographie
Ernest Adams fait ses études à l’Université Stanford où il est diplômé d’un Bachelor of Arts en philosophie. Il travaille comme ingénieur logiciel pour Interactive Productions de 1989 à 1992, puis pour Electronic Arts jusqu’en 1999. Il est ensuite designer pour Bullfrog Productions jusqu’en 2000,.
Adams fonde en 1994 l’International Game Developers Association. Il tient depuis 1997 la chronique The Designer’s Notebook dans Gamasutra.

## Jeux
Avant de devenir consultant, Adams a œuvré sur plusieurs jeux pour ses différents employeurs.
- 1989 : RabbitJack’s Casino (IBM PC)
- 1992 : Third Degree (CD-i)
- 1993 : John Madden Football '93 (3DO)
- 1995 : Bill Walsh College Football (Mega-CD)
- 1996 : Madden NFL '97
- 1997 : Madden NFL '98 (PlayStation, PC)
- 1997 : Madden Football 64 (Nintendo 64)
- 1998 : Madden NFL 99 (PlayStation, IBM PC, Nintendo 64)
- 1999 : Madden NFL 2000 (PlayStation, IBM PC, Nintendo 64)
- 2007 : S.T.A.L.K.E.R.: Shadow of Chernobyl (PC)
- 2009 : Angel Crash (PC)

### Annulés
- Dungeon Keeper 3

## Ouvrages
- (en) Andrew Rollings et Ernest Adams, Andrew Rollings and Ernest Adams on game design, Indianapolis, New Riders, 2003, 621 p. (ISBN 978-1-59273-001-8, OCLC 52232119, lire en ligne)
- (en) Andrew Rollings et Ernest Adams, Fundamentals of game design, Upper Saddle River, Prentice Hall, 2006, 669 p. (ISBN 978-0-13-168747-9, OCLC 70676558, présentation en ligne)
- (en) Ernest Adams, Break into the Game Industry : How to get a job making video games, Emeryville, McGraw-Hill/Osborne, 2003, 330 p. (ISBN 978-0-07-222660-7, OCLC 50653139, présentation en ligne)
- (en) Ernest Adams, Fundamentals of game design : 2nd edition, Berkeley, New Riders, coll. « Voices that matter / New Riders Games », 2009, 700 p. (ISBN 978-0-321-64337-7, OCLC 428776348, présentation en ligne)